# Ballesta wookiee
La ballesta wookie es un arma que aparece en las películas de Star wars hechas por George Lucas: Star Wars: Episodio III - La venganza de los Sith, Star Wars: Episodio IV - Una nueva esperanza, Star Wars: Episodio V - El Imperio contraataca, Star Wars: Episode VI - Return of the Jedi y Star Wars: Episodio VII - El despertar de la Fuerza. 
Esta arma es como una ballesta de la Edad Media, pero de estilo futurístico empleada por los Wookiees. Es la evolución de una versión hecha sin componentes metálicos que lanzaba proyectiles de madera. Además, cada ballesta estaba decorada con emblemas del clan al que pertenecía cada wookie. 
Se basa en un principio de aceleración magnética: los extremos del arco de la ballesta hay unos polarizadores que cargan de energía la cuerda metálica, ésta, al ser disparada, libera la energía en forma de rayo que puede dañar y puede ser confundido con un rayo de blaster. Se necesita mucha fuerza para utilizar este tipo de ballesta. Funciona con un cargador de energía limitada. 
Algunas versiones mejoradas son automáticas, de manera que no se debe colocar cada vez la cuerda y se pueden desmontar y montar con facilidad, de modo que son más fáciles de transportar. 